# Sarah Carwin
Pour les articles homonymes, voir Carwin.
Sarah Jane Carwin (1863-1933) est une suffragette, féministe et infirmière britannique.

## Vie et activisme
Sarah Jane Carwin naît en 1863 à Bolton, Lancashire, sa famille déménage en Russie pendant une période de son enfance. 
En 1890, de retour en Angleterre, Carwin rejoint la Sisterhood of West London Mission (en), mission méthodiste où Emmeline Pethick-Lawrence a également été bénévole (bien qu'on ne sache pas si elles s'y sont rencontrées) travaillant avec des ouvrières saisonnières du vêtement. En l'espace d'un an, Carwin crée une coopérative de travailleurs dans la couture pour donner à ces femmes la possibilité d'avoir la sécurité et la continuité des revenus en dehors de la saison de la mode. Elle termine sa formation d'infirmière à l'hôpital pour enfants de Great Ormond Street en 1896. Carwin travaille également comme infirmière privée et voyage avec un enfant en Équateur ; elle revisite également la Russie à plusieurs reprises. 
En 1901, Carwin dirige une maison pour environ douze bébés illégitimes à Caterham. 
Carwin déclare qu'elle s'intéresse au féminisme, influencée par la lecture d'Olive Schreiner, et « lorsque le mouvement des suffragettes commence à être connu, il la séduit fortement ». Elle n'a jamais fait de politique ni ne s'y est beaucoup intéressée ; mais c'est là une aventure, une croisade contre l'injustice, un idéal à servir.
Carwin est arrêtée avec Constance Lytton, Caprina Fahey, Rose Lamartine Yates, Daisy Solomon et plus de 20 autres personnes en 1909. Dans son cas, le chef d'inculpation est d'avoir brisé des fenêtres. Carwin est condamnée avec Ada Wright à un mois et brise toutes les fenêtres des cellules en signe de protestation. Elles sont amenées devant le conseil de la prison de Holloway, vingt hommes tous assis et elles obligées de se tenir debout. Carwin objecte que les hommes sont assis tandis que les femmes se tiennent debout alors que des chaises sont fournies. Toutes deux sont transférées dans des cellules humides du sous-sol pour insubordination. Carwin et Wright entament une grève de la faim et sont libérées au bout de six jours. 

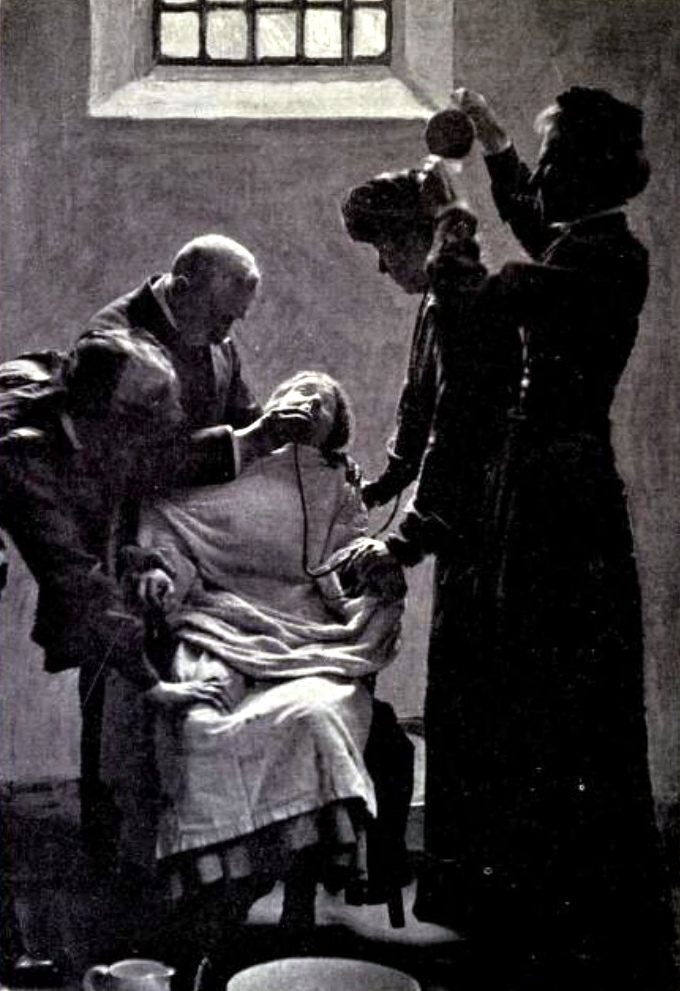
Gavage forcé des femmes grévistes de la faim.

Plus tard, Emmeline Pankhurst envoie à Carwin un «insigne de lanceur de pierres» en or et en silex spécialement conçu en notant «Ceci est en mémoire du message en silex que vous avez envoyé par les fenêtres du gouvernement le 29 juin». 
En 1911, Emily Davison écrit à « chère camarade » Capper au sujet de sa propre arrestation et exprime sa surprise et sa joie que sa caution soit fixée si haut (1 000 £) que « c'est une grande publicité pour la cause, n'est-ce pas ? »
Lors du recensement de 1911, Carwin refuse de donner des détails sur elle-même ou sur la femme qui partage l'adresse au 11 Tavistock Mansions, London WC,. 

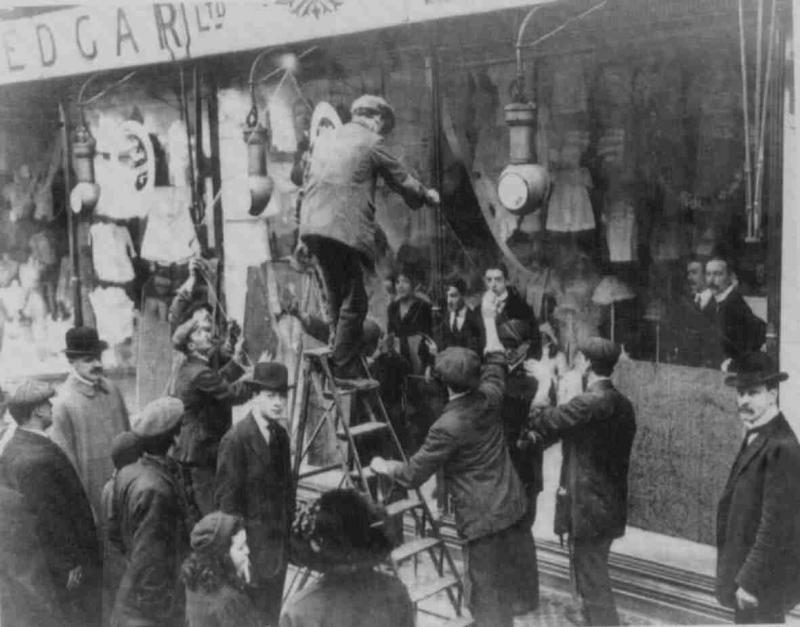
Campagne de bris de vitres des suffragettes.

En 1912, Carwin subit de nouveau sa quatrième et dernière arrestation pour bris de vitre, causant 100 £ de dommages au mandat royal J.C. Vickery, aux bijoutiers et aux couturiers. Carwin est condamnée à six mois de travaux forcés dans la prison de Winson Green à Birmingham. Encore une fois, elle entame une grève de la faim puis est nourrie de force, mais "résiste avec toute sa force". Cela la rend si malade qu'elle est libérée après avoir purgé quatre mois,. 
Carwin cesse ses activités militantes,.

## Fin de vie et héritage
Carwin déménage dans le pays pendant de nombreuses années avec une amie à qui elle est «dévotement attachée» jusqu'à la mort de son amie. Carwin vit ensuite dans le sud de la France et en Italie. 
Elle retourne en Angleterre, vivant au 3 The Crescent, Sandgate Kent, et elle décède en 1933,. 
Sa biographe Frances Mabelle Unwin déclare que près de sa mort, Carwin a exprimé le désir de revivre cette partie de sa vie si elle a le choix: «la partie qu'elle a consacrée au suffrage». Cela m'a semblé le plus intéressant' .
Carwin laisse sa propriété à Letchworth à une nièce car une exigence dans son testament est qu'elle ne doit être transmise qu'à une parente du côté de sa mère (conformément à ses opinions féministes). 